# Ozarkia iviei
Espèce
Synonymes
- Leptoneta iviei Gertsch, 1974
- Neoleptoneta iviei (Gertsch, 1974)

Ozarkia iviei est une espèce d'araignées aranéomorphes de la famille des Leptonetidae.

## Distribution
Cette espèce est endémique de Géorgie aux États-Unis. Elle se rencontre vers Clayton dans le comté de Rabun.

## Description
La femelle holotype mesure 1,5 mm.

## Étymologie
Cette espèce est nommée en l'honneur de Wilton Ivie.

## Publication originale
- Gertsch, 1974 : The spider family Leptonetidae in North America. Journal of Arachnology, vol. 1, no 3, p. 145-203 (texte original).